# Russell Schweickart
Russell Louis "Rusty" Schweickart är en amerikansk astronaut född 25 oktober 1935 i Neptune Township, New Jersey. Han blev den 17 oktober 1963 uttagen till astronautgrupp 3  för Apolloprogrammet. 

## Biografi
Mellan 1956 och 1963 tjänstgjorde Schweickart inom amerikanska flygvapnet och nationalgardet. Under delar av den här tiden arbetade han som forskare på Experimental Astronomy Laboratory vid MIT. Han blev 1963 vald till astronaut i astronautgrupp 3 och var kvar i NASA astronautkår till 1 juli 1979.

### Rymdfärder
Scott genomförde en rymdfärd, Apollo 9, och var backup (reserv) till Skylab 2.

#### Apollo 9
Schweickarts rymdfärd var med Apollo 9 tillsammans med James A. McDivitt och David R. Scott. Uppdraget var att testa månlandarfarkosten i bana runt jorden.

#### Skylab 2 (reserv)
Schweickart var tillsammans med Story Musgrave och Bruce McCandless backup till den första besättningen ombord på rymdlaboratoriet Skylab.

### Familj
Schweickart har var gift två gånger.
Han var först gift med Clare Grantham Whitfield. De fick tillsammans barnen Vicky Louis Schweikart född 12 september 1959, tvillingarna Randolph Barton Schweikart och Russell Brown Schweikart födda 8 september 1960, Elin Ashley Schweikart född 19 oktober 1961 och Diana Croom Schweikart född 26 juli 1964.
Han har därefter gift om sig med Nancy Ramsey med vilken han har två barn.

## Rymdfärdsstatistik
| Färd     | Datum            | Tid       | EVA     | LEVA    |
| -------- | ---------------- | --------- | ------- | ------- |
| Apollo 9 | 3 - 13 mars 1969 | 241:00:54 | 1:07:00 | 0:00:00 |
| Totalt   | Totalt           | 241:00:54 | 1:01:00 | 0:00:00 |